# Roy Vanenburg
Roy Vanenburg (Paramaribo, 1948) is een voormalig Surinaams voetballer en voetbaltrainer. Hij speelde zijn meeste wedstrijden voor SV Transvaal en won in die periode zes Surinaamse landstitels en tweemaal de CONCACAF Champions Cup. Vanenburg speelde tien interlands voor Suriname en scoorde hierin viermaal. In 1978 won Vanenburg met Suriname het CFU Championship, een voorloper van de Caribbean Cup.

## Erelijst
SV Transvaal
- SVB-Topklasse (6): 1967, 1968, 1969, 1970, 1973, 1974
- CONCACAF Champions Cup (2): 1973, 1981

 Suriname
- CFU Championship (1): 1978

Individueel
- Topscorer SVB-Topklasse (2): 1968, 1971

Als trainer
 FCS Nacional
- Royal Cup (1): 2006

 Walking Boyz Company
- SVB-Topklasse (1): 2009
- SVB Cup (1): 2009
- Suriname President's Cup (1): 2009
- Paramaribo Cup (2): 2007, 2008

## Privé
Vanenburg is een oom van oud-voetballer Gerald Vanenburg.